# Bongor
Bongor est la 9e ville du Tchad par le nombre d'habitants.
Elle est le chef-lieu de la région du Mayo-Kebbi Est et du département du Mayo-Boneye. La majorité partie de la population parle Massa et peule et l’échangé entre les commerçants qui viennent du Cameroun voisin[pas clair] et ceux de Ndjamena. Le grand marché est hebdomadaire c'est-à-dire chaque lundi.

## Géographie
Latitude : 10.280°N - Longitude : 15.370°E
La ville est construite au bord du fleuve Logone pratiquement en face de la ville camerounaise de Yagoua.
Elle est située sur une distance égale entre N’Djamena et Moundou qui est de 235 km.

## Histoire
Le lycée Jacques-Moudeïna de Bongor est la première école supérieure de l’Afrique-Équatoriale française en dehors de Brazzaville créée en 1942, devenue collège puis 1er lycée du Tchad avant même le lycée Félix-Éboué de N’Djamena avec une grande cantine dirigée par les occidentaux. Plusieurs chefs d'État africains l'ont fréquenté comme Idriss Deby Itno du Tchad. 

## Économie

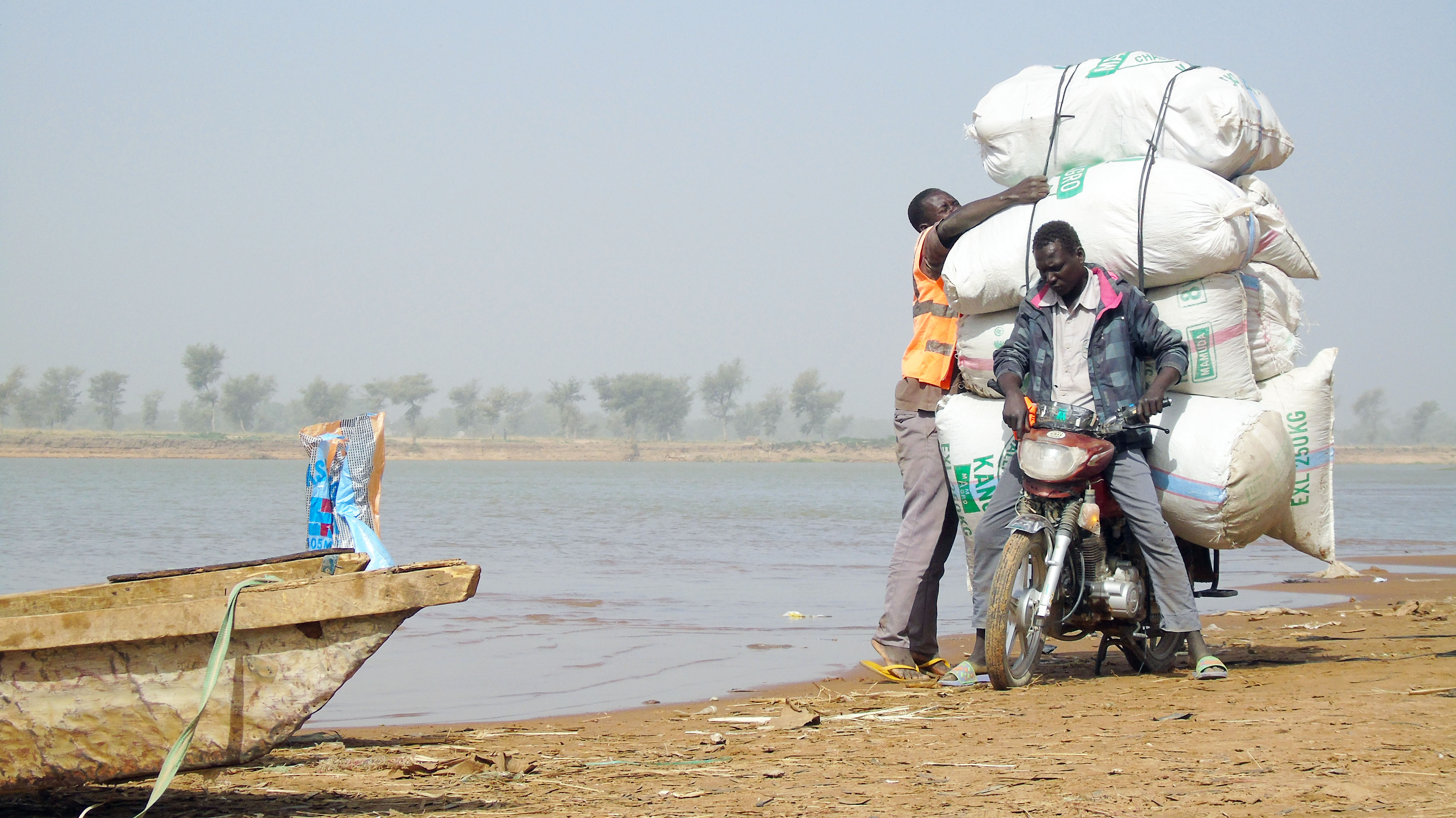
Taxi clando transportant des marchandises au bord du Logone.

Sa position géographique, à équidistance sur l'axe routier bitumé Ndjaména/Moundou, donne un avantage économique indiscutable à la ville de Bongor.
Toute marchandise qui va du sud vers le nord et vice-versa passe par Bongor ce qui fait aussi de cette ville un carrefour stratégique.
L'autre avantage de Bongor est d'être située juste en face de la ville camerounaise de Yagoua.
Agriculture
- Le riz : Grâce à la coopération chinoise, la région de Bongor produit un riz de d'excellente qualité.
- Le sorgho rouge djigari : il s'agit d'une variété de sorgho très consommée dans cette région.
- Le taro : tubercule produit dans la vallée du Logone.
- Le maïs.
- L'arachide.
- Les fruits et légumes (tomates, aubergines, piments, gombo, citrons, mangues, goyaves).

Élevage
La zone de Bongor est une zone d'élevage par excellence. La population locale constituée de Massa et de Peulh qui ont toujours été des éleveurs (bovins, moutons, chèvres et volailles). Pour tout voyageur qui passe par Bongor, une escale est obligatoire pour déguster le poulet de Bongor c'est indispensable.
La ville de Bongor est électrifiée en demi jours, et a un réseau de téléphonie fixe et cellulaire fiable. Le climat est agréable ainsi les fins de semaine, Bongor est le lieu favori de villégiature des Ndjaménois.
Industriemoulins de décorticage du riz
Commercetrès actif avec le Cameroun, Nigeria et le reste du Tchad.
La capacité de production du nouveau bassin pétrolier de Bongor, dans le sud-ouest du Tchad, sera de 80 000 barils/jour en 2011 selon la CNPC.

## Éducation
Bongor abrite plusieurs établissements scolaires primaires, secondaires et professionnels, depuis 2003, un établissement d'enseignement supérieur. L’éducation est de qualité donc plusieurs cadres du pays ont fréquenté dans les établissements  comme Idriss Deby Itno  Me Ngaro hissein, General Routounang Yammah Golong.
Primaires:
- École Maïllot (public);
- École du Centre "A" (public);
- École du Centre "B" (public);
- École djobongor (public);
- École pilote de Bongor (public).

Lycées :
- Lycée Jacques Moudeïna (public);

- Lycée-collège Mamira (privé);
- Lycée Technique commerciale(public);
- Complexe Assemblée chrétien (privée).

Établissements d'enseignement supérieur :
- ESSEAB - École Supérieure des Sciences Exactes et Appliquées de Bongor

créée en 2003(public)
- ISTA - Institut Supérieur de Technologie Appliquées (Privé)

- ISADIA -Institut Supérieur d'Administration et Informatique Appliqué

- ENIB - École Normale d'Instituteurs
- LUEAZ - Libre Université d'étude Agro-zootechnique de Bongor créée

grâce à l'association italienne Piccoli Progetti Possibili (3P), dirigée par le Docteur agronome Celeste Loi.

## Personnalités
- Idrisse Doursan (v. 1914-1965), né à Bongor, sous-officier des Forces françaises libres, compagnon de la Libération[1];
- Routouang Yoma Golom

## Administration
Liste des maires :
- Djibrine Paul (premier maire en 1960)
- Mahamadou Rabbé
- Golonga Domo
- Bah Vamnirang
- Damma Datoukoudji
- Souleyman Bolom
- Ajhadji Loum Abakar Kourdina
- Mor Victor
- Ramadan Djarsia
- Kampété Variang
- Djibetsou Mitalassou (2015 à 2024)
- Ngargam Walana Josephi (depuis le 26 février 2025)

## Jumelage
- Espagne, Gandia